# Вазопись по белому фону
Вазопись по белому фону — стиль вазописи, появившийся в Афинах в конце VI века до н. э. Считается, что эту технику вазописи впервые использовал вазописец Ахилла. Она заключается в покрытии терракотовых ваз белым шликером из местной известковой глины, а затем их росписи. С развитием стиля белыми стали оставлять одежду и тело изображаемых на вазе фигур. Автором первого известного лекифа в стиле росписи по белому фону, датируемого ориентировочно 510 г. до н. э., является вазописец Псиакс. Известными вазописцами в технике по белому фону были Пистоксен и вазописец Афины.
Роспись в подобной технике часто использовалась на сосудах, предназначавшихся для погребальных церемоний. Поэтому вазописцы часто выбирали сцена оплакивания и погребения для своих работ в данной технике. При этом, в отличие от краснофигурной росписи, господствовавшей в период развития описываемого стиля, здесь применялось значительно больше красок различных цветов: от распространённой пурпурной до зелёной и голубой. Одной из особенностей в технике росписи по белому фону является то, что мастера сначала полностью рисовали контур фигуры человека, а одежду прорисовывали затем поверх этого контура, раскрашивая её.
Вазы, расписанные в данной технике, отличались недолговечностью покрытия, а потому не получили широкого распространения в бытовой сфере.